# Maestà de la catedral de Siena
La Maestà de la catedral de Siena, o Maestà de Duccio és un retaule compost de moltes pintures individuals encarregat per la ciutat de Siena el 1308 a l'artista Duccio di Buoninsegna. L'obra té dues cares, representant als plafons frontals una gran Maestà o Mare de Déu amb Nen entronitzada i envoltada de sants i àngels; sota té una predel·la amb escenes de la Infantesa de Crist amb profetes. La cara posterior o revers conté un total de quaranta-tres escenes petites amb combinació del cicle de la Vida de Maria i la Vida de Crist. Alguns d'aquests plafons estan actualment dispersos o es van perdre. La base del plafó té una inscripció que traduïda diu: "Santa Mare de Déu, ets tu la causa de la pau per Siena i vida a Duccio perquè ell et va pintar per tant." Encara que va requerir una generació per a sentir el seu veritable efecte artístic, la Maestà de Duccio va situar la pintura italiana en una línia que l'allunyava de les hieràtiques representacions de l'art romà d'Orient cap a presentacions més directes de la realitat.

## Història
La pintura va ser instal·lada a la catedral de Siena el 9 de juny de 1311. Un testimoni d'aquest esdeveniment el descrivia:
I en aquell dia quan va ser portat a la catedral, tots els tallers van quedar tancats, i el bisbe va manar a una gran multitud de sacerdots i monjos per a desfilar en solemne processó. Van estar acompanyats per tots els alts representants de la Comuna i per tot el poble; tots els ciutadans honorables de Siena van envoltar el retaule portant espelmes a les seves mans, i les dones i els nens seguien humilment darrere. Van acompanyar el panell enmig del gloriós repic de campanes després d'una solemne processó a la Piazza del Camp a la mateixa catedral; i tot això preocupats pel cost del retaule… Els pobres van rebre moltes almoines, i vam pregar a la Santa Mare de Déu, el nostre sant patró, perquè pogués, en la seva infinita misericòrdia, preservar aquesta nostra ciutat de Siena de tota desgràcia, traïdor o un enemic.
A més la Verge Maria i el Nen Jesús, els sants representats a la pintura són Joan l'Evangelista (a l'esquerra del tron); Sant Pau; Caterina d'Alexandria; Joan Baptista (a la dreta del tron); Sant Pere, i Sant Agnès. Al front hi ha diversos santspatrons de Siena: Sant Ansano; Sant Sabino; Sant Crescenci; i Sant Víctor.
El retaule es va mantenir a lloc fins a 1711, quan va ser desmantellat per tal de distribuir les peces entre dos altars. L'obra de cinc metres d'alçada va ser desmantellada i serrada, i les pintures danyades en el procés. Una restauració parcial va tenir lloc el 1956.
El desmantellament també va fer que algunes peces desapareguessin, ja sigui per a ser venudes o, simplement, en parador desconegut. Restes existents del retaule fora de Siena es van repartir entre diversos museus.

## Anàlisi estilística
- Devallament

Al revers de la Maestà, part dels "Episodis de la Passió de Crist". Els seus deixebles, Josep i Joan, el treuen de la creu mentre Nicodem li treu els claus dels peus. Els aspectes de la verge Maria mira els seus ulls tancats, mentre Maria Magdalena aguanta el seu braç, i es pot veure l'expressió dolorosa als ulls de tothom mentre estenen a Crist mort. El fons té la mateixa textura d'or que la "Crucifixió" i la creu que va tenir Crist té la sang que cau a terra, augmentant el sentit de realisme de l'escena. Aquest panell va despertar les emocions de les seves audiències i la història ajudava a simbolitzar el naixement del cristianisme.
- Enterrament

Immediatament després del davallament hi ha la imatge de la preparació de l'enterrament de Crist, envoltat dels seus seguidors de dol. La seva mare s'inclina a prop seu i el besa per última vegada i Maria Magdalena aixeca els seus braços cap al cel amb angoixa.
El fons conserva la configuració d'or del "Davallament" i la "Crucifixió", i les muntanyes del fons són similars a les muntanyes retratades als panells anteriors i posteriors. Aquestes muntanyes dirigeixen la mirada de l'espectador cap a Maria, i després a la cara de Crist. Aquesta escena també provoca una intensa resposta emocional dels espectadors i es pot veure l'estreta relació que l'enterrament té amb Crist, i especialment amb la Mare de Déu.

## Llista de panells

### A Siena

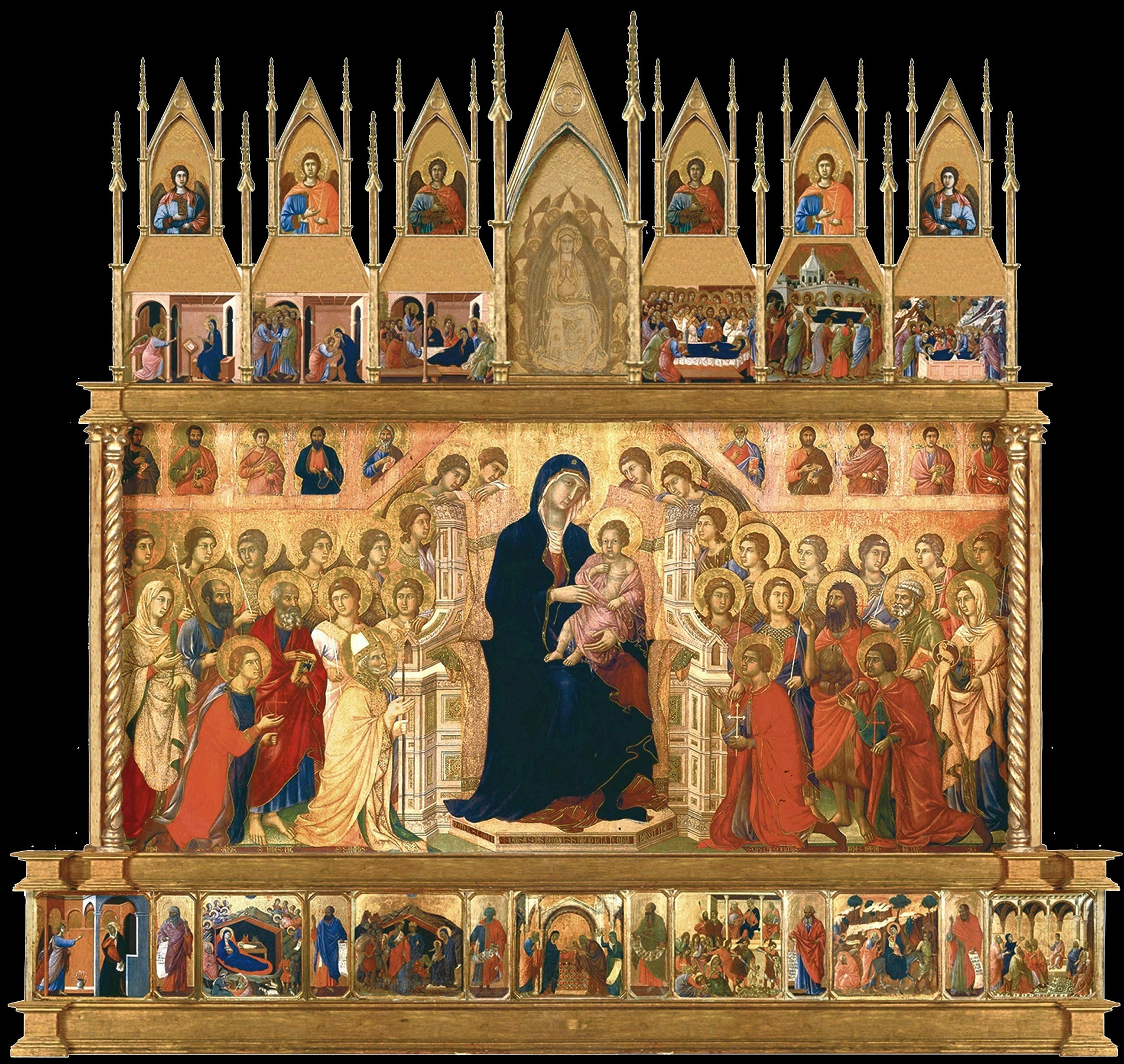
Frontal

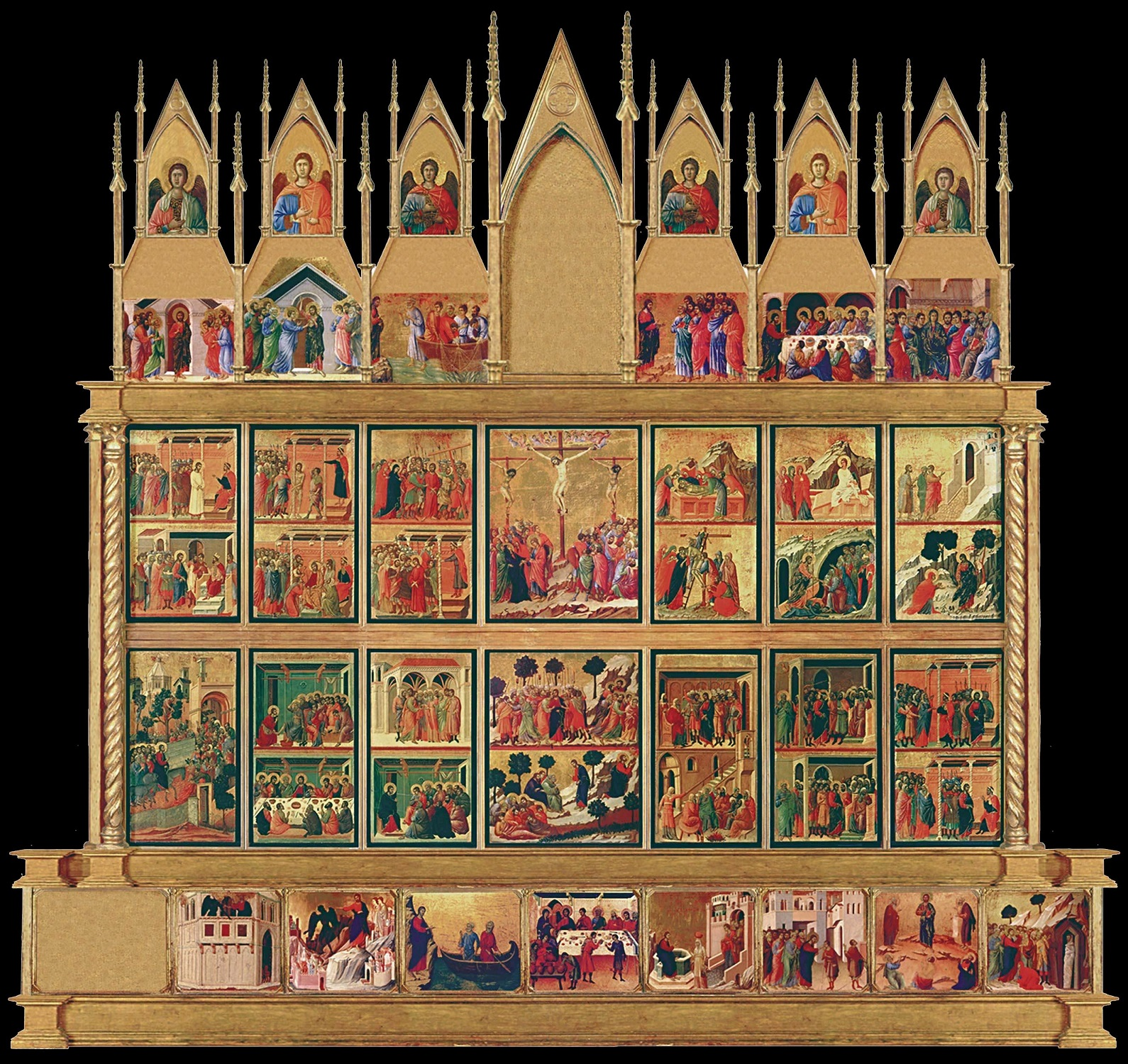
Revers

- La Mare de Déu Entronitzada amb el Nen Jesús entre Àngels i Sants, plafó central
- Les noces de Cana
- La Temptació de Crist al Temple
- L'Anunciació de la mort de Maria
- Comiat de la Verge a Sant Joan
- Comiat de la Verge als Apòstols
- La Mort de la Verge
- El Funeral de la Verge
- L'Enterrament de la Verge
- L'Aparició de Crist a porta tancada
- La incredulitat de Sant Tomàs
- La Pentecosta
- L'Aparició de Crist al Llac Tibaries
- L'Aparició de Crist a la Muntanya de Galilea
- L'Aparició de Crist als Apòstols al sant Sopar
- L'Adoració dels Mags; Solomó
- La Presentació al Temple; el profeta Malachi
- La Massacre dels Innocents; el profeta Jeremies
- La fugida a Egipte; el profeta Hosea
- El Nen Jesús entre els Doctors
- Episodis de la Passió de Crist. Tremp i or sobre fusta. L'obra, consistint de 26 episodis sobre 14 plafons, era al principi la superfície inversa de la Maestà.

### En altres llocs
- Àngel (anteriorment en el Stoclet Col·lecció, Brussel·les)
- Àngel (Museu de Filadèlfia d'Art, Filadèlfia)
- Arcàngel Gabriel (Castel Huis Bergh, dins és-Heerenberg, Països Baixos)
- Àngel (Mont Holyoke Universitat, Sud Hadley, Massachusetts)
- La Coronació de la Verge (Szépmüveszéti Muzeum, imatge – de Budapest)
- L'Anunciació (Galeria Nacional, Londres)
- Isaïes; Nativitat; Ezequiel (Andrew W. Mellon Col·lecció, Galeria Nacional d'Art, Washington DC)
- Temptació de Crist a la Muntanya (Frick Col·lecció, Nova York)
- Cridant de SS. Pere i Andreu (Samuel H. Kress Col·lecció, Galeria Nacional d'Art, Washington DC)
- Crist i la dona samaritana (Museu Thyssen-Bornemisza, Madrid)
- Curant l'Home Cec (Galeria Nacional, Londres)
- La Transfiguració (Galeria Nacional, Londres)
- La resurrecció de Llàtzer (Kimbell Museu d'Art, Valor de Fort, Texas)